# Сангушко, Януш Модест
Януш Модест Сангу́шко (пол. Janusz Modest Sanguszko, 1749 — 1806, Заслав) — польский князь, староста кременецкий, стражник великий коронный (с 1787), член Тарговицкой конфедерации, генерал-поручик русской армии.

## Биография
Младший сын маршалка великого литовского, князя Павла Кароля Сангушко (1680—1750), ордината Острожского, от третьего брака с Барбарой Урсулой Дунин (1718—1791). Его старший единокровный брат Януш Александр Сангушко был последним ординатом Острожским.
30 мая 1775 года был награждён орденом Святого Станислава. 15 марта 1787 года получил из рук последнего польского короля Станислава Августа орден Белого Орла.
В 1767 году Януш Модест Сангушко поддержал Радомскую конфедерацию. В 1787 году получил должность стражника великого коронного. В 1792 году принял участие в Тарговицкой конфедерации. В 1793 году после второго раздела Речи Посполитой князь Януш Сангушко за свою приверженность к России получил чин генерал-поручика.
Следующие годы Януш Модест провёл в семейных делах, разбирая имущество своего умершего брата Юзефа и племянника Романа и пытаясь в Люблинском суде предоставить права наследования своим сыновьям. К концу жизни Януш Модест Сангушко потерял зрение и уехал за границу в поисках эффективного лечения, но умер слепым в Заславе и был похоронен в костёле Святого Иоанна Крестителя там же.

## Семья
Был дважды женат. В 1773 году первым браком женился на Каролине Гоздской (ок. 1751—1804), в 1778 году супруги развелись. Первый брак оказался бездетным. Его второй женой стала Анелия Ледоховская(ок. 1743—1825), от брака с которой имел двух сыновей и двух дочерей:
- Константин Сангушко (1778—1808), был женат на Катаржине Браницкой
- Кароль Сангушко (1779—1840), женат на двоюродной сестре княгине Доротее Сангушко (1799—1821)
- Барбара Сангушко (1782—1795)
- Клементина Сангушко (1786—1841), 1-й муж — Наполеон Леон Малаховский, 2-й муж с 1815 года Владислав Томаш Островский (1790—1869)